# Marmota broweri
Marmota broweri (бабак аляскинський) — вид гризунів з родини вивіркових (Sciuridae). 

## Морфологічна характеристика
Бабаки Аляски відрізняються від інших видів бабаків чорним хутром на маківці, що тягнеться від кінчика носа до шиї. Ці бабаки мають жорстке волосся, яке варіюється від коричневого і чорного до білого. Їхня спина зазвичай має коричневе волосся, зі світлішим коричневим низом і чорними кінчиками. Їхнє темне хутро забезпечує корисний камуфляж. Бабаки Аляски досить великі (самці трохи більші за самок) і важкі, з короткою шиєю і злегка приплюснутим пухнастим хвостом. Хвіст зазвичай становить від третини до п'ятої частини загальної довжини тіла. У бабаків Аляски чорні губи і чорні ноги. На передніх лапах іноді є білі плями. Вони не мають хутра ні на долонях (з п'ятьма подушечками), ні на підошвах (з шістьма подушечками). Кожна кінцівка має п'ять пальців з кігтями. Кігті передніх кінцівок товсті і вигнуті для риття. На великих пальцях передніх кінцівок замість кігтя є сплощений ніготь. Ноги короткі, товсті та м'язисті. Очі малі та круглі, а пухнасті вуха широкі, короткі та округлі. Защічні мішки рудиментарні. Через сплячку вага змінюється в залежності від сезону, але вони здатні швидко набирати вагу після виходу зі сплячки. Аляскинські бабаки переживають одне линяння протягом літа. Вага 2.5–4 кг. Довжина від 539 до 652 мм.

## Середовище проживання
Цей вид поширений по всьому хребту Брукса, від мису Лісберн на заході до озера Пітерс на сході, а також у горах Рей і пагорбах Кокрінс у внутрішній Алясці. Ймовірно, він також зустрічається на території Юкон. Живе на висотах від 1000 до 1200 м над рівнем моря. Зустрічається в арктичній тундрі, де є великі валунні поля, зсуви, скелі або осипи.

## Спосіб життя
Молодняк народжується в підземних норах. Вагітність триває 5–6 тижнів. 4–5 особин народжується наприкінці весни до початку літа. Харчується травою та іншими зеленими рослинами, а взимку впадає в сплячку. Це всеїдний вид.

## Використання
Відомо, що корінні жителі Аляски полюють на аляскинських бабаків заради м’яса, а частіше – заради хутра. Найпоширенішим методом полювання на тварину є каменепадні пастки. Повідомлялося, що хутро бабаків Аляски є досить цінним.